# Кодзима (полуостров)
Кодзима (яп. 児島半島 кодзима-ханто:) — полуостров в Японии, в западной части острова Хонсю, на юге префектуры Окаяма. Вдаётся во Внутреннее Японское море и образует залив Кодзима.
Полуостров гористый, сложен преимущественно гранитом, встречается риолит. В Новое время большая часть лесов была вырублена на топливо для выпаривания соли, сохранились лишь леса на западе полуострова, в районе горы Юга (яп. 由加山). После Второй мировой войны продолжается его озеленение. Восточную часть занимает горный массив Конандай (яп. 光南台), где находится и высочайшая точка полуострова — гора Кинко (яп. 金甲山). Другие важные вершины полуострова — Дзёдзан (яп. 常山, высотой 307 м), Васю (яп. 鷲羽山, высотой 113 м) и Одзигадаке (яп. 王子ヶ岳).
Северное побережье полуострова омывает залив Кодзима, восточное — пролив Окаяма, южное — Внутреннее Японское море. Самой восточной точкой полуострова является мыс Йоне-саки, самой южной — мыс Кусуми-Хана. В южное побережье залива вдаются заливы Ямада, Десаки и Кодзима.
Восточная часть полуострова территориально относится к городу Тамано, северная — к городу Окаяма, западная — к городу Курасики. Западное побережье полуострова входит в промышленную зону Мидзусима (яп. 水島臨海工業地帯), где расположены предприятия нефтехимической, автомобильной и кораблестроительной промышленности. Ещё в старину через него проходили пути, соединявшие регион Санъё с Сикоку; в 1988 году полуостров соединён с городом Сакаиде на Сикоку мостом Сэто, по которому проходит автострада и железнодорожная линия.
Ранее Кодзима являлся большим островом. Люди населяли его уже в эпоху Дзёмон, около 3000 г до н. э., о чём свидетельствуют каменные орудия, обнаруженные на горе Васю. В Кодзики он упоминается как остров Кибикодзима (яп. 吉備児島), один из девяти малых островов, созданных богами Идзанаги и Идзанами во время сотворения Японии. В 1184 году, во время войны Гэмпэй, в проливе между Кодзимой и берегом Хонсю (на месте нынешнего города Курасики), даже произошло небольшое морское сражение между силами Тайра и Минамото. В конце средневековья или в начале Нового времени (XVI—XVII века) наносы рек Такахаси, Асахи и Курасики присоединили его западную оконечность к равнине Окаяма на Хонсю. После присоединения Кодзимы к Хонсю на его южном побережье процветали портовые города Симоцуи (яп. 下津井) и Хиби (яп. 日比). В эпоху Эдо площадь полуострова (у западной оконечности) продолжала расширяться за счёт осушения земель у берега залива Кодзима, причём камень для строительства дамб добывали на полуострове.